# Кубок Польщі з футболу 1997—1998
Кубок Польщі з футболу 1997–1998 — 44-й розіграш кубкового футбольного турніру в Польщі. Титул вперше здобула Аміка (Вронкі).

## Календар
| Раунд            | Дата                      | Матчі | Клуби    |
| ---------------- | ------------------------- | ----- | -------- |
| Попередній раунд | 26 червня - 19 липня 1997 | 9     | 103 → 94 |
| Перший раунд     | 30 липня - 3 серпня 1997  | 20    | 94 → 74  |
| Другий раунд     | 12-13 серпня 1997         | 28    | 74 → 46  |
| Третій раунд     | 27 серпня 1997            | 14    | 46 → 32  |
| 1/16 фіналу      | 9-10 вересня 1997         | 16    | 32 → 16  |
| 1/8 фіналу       | 12 листопада 1997         | 8     | 16 → 8   |
| 1/4 фіналу       | 15 квітня 1998            | 4     | 8 → 4    |
| 1/2 фіналу       | 13 травня 1998            | 2     | 4 → 2    |
| Фінал            | 13 червня 1998            | 1     | 2 → 1    |

## Попередній раунд
| Команда 1                 | Рахунок | Команда 2              |
| ------------------------- | ------- | ---------------------- |
| 26 червня - 19 липня 1997 |         |                        |
| Віслока (Дембиця)         | 1:0     | Тлокі (Ґожице)         |
| Сандеція (Новий Сонч)     | 1:0     | Сталь (Сянік)          |
| Буковія (Букова)          | 2:0     | Ягеллонія (Тушин)      |
| Ґраніца (Дорогуськ)       | 2:1     | Лада (Білгорай)        |
| Вкра (Журомін)            | 3:1     | ОКС Стоміл-2 (Ольштин) |
| Урзонд Цельни (Б'ялисток) | 5:3     | Мазур (Елк)            |
| Радомяк (Радом)           | 1:0     | Люблінянка (Люблін)    |
| Цераміка (Б'ялачув)       | 1:0     | Ракув-2 (Ченстохова)   |
| Буґ (Вишкув)              | 1:0     | Олімпія (Замбрів)      |

## Перший раунд
| Команда 1                  | Рахунок      | Команда 2                 |
| -------------------------- | ------------ | ------------------------- |
| 30 липня - 3 серпня 1997   |              |                           |
| Ураня (Руда-Шльонська)     | 1:4          | Одра (Ополе)              |
| Криштал (Строне-Шльонські) | 2:3 дч       | КемБуд (Єленя-Ґура)       |
| Столєм (Ґневіно)           | 3:4          | Гвардія (Кошалін)         |
| ГКС Колчиґлови             | 0:7          | Хемік (Бидгощ)            |
| Вкра (Журомін)             | 1:2          | Затока (Бранево)          |
| Каня (Гостинь)             | 0:5          | Погонь (Свебодзін)        |
| Легія (Хелмжа)             | 1:0          | Ягеллонка (Влоцлавек)     |
| Віслока (Дембиця)          | 2:0          | Сталь (Ряшів)             |
| Соколув (Подляскі)         | 3:1          | Гвардія (Варшава)         |
| Урзонд Цельни (Б'ялисток)  | 2:0          | Буґ (Вишкув)              |
| Кузьня (Явор)              | 1:6          | Полар (Вроцлав)           |
| Аміка-2 (Вронкі)           | 3:0          | Лех-2 (Познань)           |
| Чарні (Вітниця)            | 1:2          | Флота (Свіноуйсьце)       |
| Ґраніца (Дорогуськ)        | 1:3          | Підляшшя (Біла Підляська) |
| Сандеція (Новий Сонч)      | 1:2          | Полонія (Перемишль)       |
| Сточньовец (Плоцьк)        | 0:3          | Буковія (Букова)          |
| Пасйонат (Данковіце)       | 2:2 пен. 4:3 | Кабель (Краків)           |
| Радомяк (Радом)            | 3:4          | Пелікан (Лович)           |
| П'яст (Блашкі)             | 1:2          | Цераміка (Б'ялачув)       |
| Тур (Турек)                | 0:4          | Марко (Валіхнови)         |

## Другий раунд
| Команда 1                  | Рахунок | Команда 2                           |
| -------------------------- | ------- | ----------------------------------- |
| 12-13 серпня 1997          |         |                                     |
| Флота (Свіноуйсьце)        | 2:1     | Лехія (Зелена Гура)                 |
| Гвардія (Кошалін)          | 0:1     | Погонь (Щецин)                      |
| Затока (Бранево)           | 3:0     | Елана (Торунь)                      |
| Хемік (Бидгощ)             | 0:3     | Алюмініум (Конін)                   |
| Урзонд Цельни (Б'ялисток)  | 3:4     | Гурник (Ленчна)                     |
| Соколув (Подляскі)         | 1:5     | Авіа (Свідник)                      |
| Підляшшя (Біла Підляська)  | 2:0     | Гетьман (Замостя)                   |
| Пелікан (Лович)            | 0:6     | Петрохемя (Плоцьк)                  |
| Аміка-2 (Вронкі)           | 0:1     | Хемік (Полице)                      |
| Погонь (Свебодзін)         | 5:3 дч  | Варта (Намислув)                    |
| Легія (Хелмжа)             | 2:0     | Світ (Новий-Двір-Мазовецький)       |
| Буковія (Букова)           | 3:0     | Вавель (Краків)                     |
| Марко (Валіхнови)          | 2:4     | Ґроцлін (Гродзиськ-Великопольський) |
| Цераміка (Б'ялачув)]]      | 0:8     | КСЗО (Островець-Свентокшиський)     |
| Полар (Вроцлав)            | 3:1     | Полонія/Шомберки (Битом)            |
| КемБуд (Єленя-Ґура)        | 2:1     | Напшуд (Ридултови)                  |
| Одра (Ополе)               | 3:1     | Цераміка (Опочно)                   |
| Полонія (Перемишль)        | 1:2 дч  | Унія (Тарнів)                       |
| Віслока (Дембиця)          | 0:2     | Сталь (Стальова Воля)               |
| Пасйонат (Данковіце)       | 0:4     | Рух (Радзьонкув)                    |
| Лехія (Гданськ)            | 1:3     | Єзьорак (Ілава)                     |
| Хробри (Глогув)            | 1:3     | Крісбут (Мишкув)                    |
| ГКП Гожув-Великопольський  | 1:0     | Медзь (Легниця)                     |
| Полонія/Шомберки-2 (Битом) | 1:0     | КП Валбжих                          |
| Сярка (Тарнобжег)          | 1:0     | Краковія (Краків)                   |
| Помезаня (Мальборк)        | 0:2     | Завіша (Бидгощ)                     |
| Долькан (Зомбки)           | 0:1     | РКС (Радомсько)                     |
| Сталь (Мелець)             | -:+     | Окоцимскі (Бжесько)                 |

## Третій раунд
| Команда 1                  | Рахунок | Команда 2                           |
| -------------------------- | ------- | ----------------------------------- |
| 26 серпня 1997             |         |                                     |
| Авіа (Свідник)             | 1:2     | КСЗО (Островець-Свентокшиський)     |
| Хемік (Полице)             | 2:4     | Ґроцлін (Гродзиськ-Великопольський) |
| Рух (Радзьонкув)           | 1:0     | РКС (Радомсько)                     |
| 27 серпня 1997             |         |                                     |
| Підляшшя (Біла Підляська)  | 1:2     | Сталь (Стальова Воля)               |
| ГКП Гожув-Великопольський  | 1:4     | Погонь (Щецин)                      |
| Флота (Свіноуйсьце)        | 1:4     | Алюмініум (Конін)                   |
| Затока (Бранево)           | 1:7     | Завіша (Бидгощ)                     |
| Легія (Хелмжа)             | 0:1     | Єзьорак (Ілава)                     |
| Крісбут (Мишкув)           | 0:4     | Петрохемя (Плоцьк)                  |
| Погонь (Свебодзін)         | 1:0     | КемБуд (Єленя-Ґура)                 |
| Полар (Вроцлав)            | 1:0     | Одра (Ополе)                        |
| Полонія/Шомберки-2 (Битом) | 2:1     | Окоцимскі (Бжесько)                 |
| Буковія (Букова)           | 1:0     | Унія (Тарнів)                       |
| Сярка (Тарнобжег)          | 0:1     | Гурник (Ленчна)                     |

## 1/16 фіналу
| Команда 1                  | Рахунок | Команда 2                           |
| -------------------------- | ------- | ----------------------------------- |
| 9 вересня 1997             |         |                                     |
| ГКС (Белхатув)             | 2:1     | Ракув (Ченстохова)                  |
| Погонь (Свебодзін)         | 1:3 дч  | Аміка (Вронкі)                      |
| ОКС Стоміл (Ольштин)       | 3:1     | Ґроцлін (Гродзиськ-Великопольський) |
| Шльонськ (Вроцлав)         | 0:1     | Гурник (Забже)                      |
| 10 вересня 1997            |         |                                     |
| Буковія (Букова)           | 0:1     | Легія (Варшава)                     |
| Полар (Вроцлав)            | 1:0     | Відзев (Лодзь)                      |
| Полонія/Шомберки-2 (Битом) | 0:2     | ГКС (Катовиці)                      |
| Гурник (Ленчна)            | 1:0     | ЛКС (Лодзь)                         |
| Єзьорак (Ілава)            | 1:2     | Лех (Познань)                       |
| Рух (Радзьонкув)           | 1:0 дч  | КСЗО (Островець-Свентокшиський)     |
| Гутник (Краків)            | 1:4     | Одра (Водзіслав-Шльонський)         |
| Сталь (Стальова Воля)      | 1:2     | Полонія (Варшава)                   |
| Завіша (Бидгощ)            | 0:2     | Погонь (Щецин)                      |
| Заглембє (Любін)           | 2:3     | Петрохемя (Плоцьк)                  |
| Алюмініум (Конін)          | 2:0     | Вісла (Краків)                      |
| Рух (Хожув)                | +:-     | Сокол (Тихи)                        |

## 1/8 фіналу
| Команда 1         | Рахунок      | Команда 2                   |
| ----------------- | ------------ | --------------------------- |
| 11 листопада 1997 |              |                             |
| Рух (Радзьонкув)  | 2:1          | Рух (Хожув)                 |
| 12 листопада 1997 |              |                             |
| Гурник (Ленчна)   | 2:2 пен. 2:4 | Лех (Познань)               |
| Полар (Вроцлав)   | 1:2          | Полонія (Варшава)           |
| Гурник (Забже)    | 2:1          | ОКС Стоміл (Ольштин)        |
| ГКС (Катовиці)    | 2:1          | Петрохемя (Плоцьк)          |
| Алюмініум (Конін) | 2:1          | Одра (Водзіслав-Шльонський) |
| ГКС (Белхатув)    | 3:1          | Погонь (Щецин)              |
| Аміка (Вронкі)    | 3:0          | Легія (Варшава)             |

## 1/4 фіналу
| Команда 1         | Рахунок      | Команда 2        |
| ----------------- | ------------ | ---------------- |
| 15 квітня 1998    |              |                  |
| Полонія (Варшава) | 1:0          | Лех (Познань)    |
| Гурник (Забже)    | 1:1 пен. 7:6 | Рух (Радзьонкув) |
| Алюмініум (Конін) | 1:0          | ГКС (Катовиці)   |
| ГКС (Белхатув)    | 1:2 дч       | Аміка (Вронкі)   |

## 1/2 фіналу
| Команда 1         | Рахунок      | Команда 2         |
| ----------------- | ------------ | ----------------- |
| 13 травня 1998    |              |                   |
| Алюмініум (Конін) | 0:0 пен. 7:6 | Полонія (Варшава) |
| Аміка (Вронкі)    | 3:1 дч       | Гурник (Забже)    |

## Фінал
| 13 червня 1998 |

| Аміка (Вронкі)                                                          | 5:3 дч   | Алюмініум (Конін)                        |
| ----------------------------------------------------------------------- | -------- | ---------------------------------------- |
| Пшерада 35' Кришалович 44' (пен.) Яцкевич 88' Соколовскі 98' Круль 118' | Протокол | Войцеховскі 17' Чаховський 33' Буґай 75' |

| Міський стадіон, Познань Глядачів: 10 000 Арбітр: Марек Ковальчик |